# 홍인우
홍인우(洪仁祐, 1515년~1554년)는 조선의 유학자이다. 자는 응길, 호는 치재, 본관은 남양이다.

## 생애
서경덕·이황의 제자로 1537년 중종 때 아버지의 권유로 사마시에 응시하여 합격하였다. 그러나 벼슬에 뜻이 없어 학문에만 전력하였다. 당시 이름을 떨쳤던 노사신도 그에게 학문을 물었다고 한다. 효성이 지극하였는데, 아버지가 병들자 의서를 연구하여 마침내 약 처방을 손수 하였고 정성껏 간호하였다고 한다. 저서로 《관동일록》, 《치재유고》 등이 있다.
1973년 2월 25일 한국자유교육협회에서 발행한 세계고전전집 해동소학의 3. 몸가짐을 삼가함(敬身) 편에는 그의 언행이 소개되고 있는데 그 내용은 이렇다.
洪恥齋仁祐曰 "儒者, 苟志學聖賢, 動容周施, 當談古人爲準, 若畏人非笑, 怯於爲善, 終必爲無狀人.
 치재 홍인우(洪恥齋仁祐)가 말하였다. "선비는 진실로 성현의 행실을 배우는 데 뜻을 두고, 행동하고 주선하는 데는 마땅히 옛 사람들이 행한 착하고 올바른 행실을 표준으로 삼아야 할 것이다. 만약 남들이 비난을 하고 비웃는 것을 두려워하여 착한 행실을 하는 데 겁을 낸다면, 마침내는 반드시 보잘것없는 사람이 되고 말 것이다.